# Powiat miński (gubernia mińska)
Powiat miński – dawny powiat województwa mińskiego Wielkiego Księstwa Litewskiego, później, w zmienionych granicach, powiat guberni mińskiej Imperium Rosyjskiego, w latach 1919–1920 powiat w składzie okręgu mińskiego Zarządu Cywilnego Ziem Wschodnich (ZCZW) – tymczasowej

## Podział terytorialny
Według wzmianki ze Słownika Geograficznego z roku 1885, w powiecie były następujące gminy:
- kojdanowska, wielkosielska[1] (dzisiejszy rejon dzierżyński)
- rudzicka[2] (dzisiejszy rejon dzierżyński)
- biełorucka(inne języki)[3], ostrożycka[4] (dzisiejszy rejon łohojski)
- krzywicka (dzisiejszy rejon miadzielski)
- siennicka, starosielska, siemkowska, stołpecka, słobódzka, samochwałowicka, zasławska (dzisiejszy rejon miński)
- horodecka lub gródecka (dzisiejszy rejon miński)
- świerżeńska, zasulska[5] (dzisiejszy rejon stołpecki)
- iwieniecka, pierszajska[6], rakowska (dzisiejszy rejon wołożyński)

## Wzmianka z 1884 r.
„Miński Powiat od 1569 do 1795 r. W województwie mińskim, odtąd, w zmienionych granicach, w
guberni mińskiej, pomiędzy 44-46° wschodniej długości i 53-55° płn. szerokości położony, zajmuje północno-zachodnią część gubernii i graniczy od północy z powiatem borysowskim, od wschodu
z powiatem ihumeńskim, od południa z powiatem ihumeńskim i nowogródzkim, od zachodu z powiatem oszmiańskim i wilejskim guberni wileńskiej. Ma obszaru według Zieleńskiego 4,429 w. kw.,
według Schuberta 4,600'2 w. kw., czyli 95'08 m. kw., według Fitinhofa 4,572 w.
kw.; zwykle przyjmuje się 4,465 w. kw., czyli 465,100 dziesięcin. Grunta gliniaste i czarnoziemne, urodzajne, łąki, z powodu licznych rzek, wyjątkowo dobre, położenie wzgórzyste, malownicze, zachodzą tu bowiem ostatnie odrośla według jednych łańcucha gór Awratyńskich według zaś innych Wałdajskich. Najwyżej wzniesione punkta są: pod wsią Zalesie 1,091'2 st. ang. nad p. m., w pobliżu wsi Sieczkowszczyzna 159 sąż., pod zaściankiem Swierszczówka 1,092'7 st. ang., Łysa góra 1,129'8 st. ang., pod wsią Dubowo 1,117'6 st. ang., pod wsią Jezioro 722'3 st. ang., pod wsią Adasiewszczyzna 687'8 st. ang. Miejsca których położenie oznaczono astronomicznie i trygonometrycznie są: Jezioro, Iwieniec, Kojdanów, Mińsk, Więckowszczyzna i Zasław (ob. Zieleńskiego, t. I, s. 51–52). Jezior właściwych prawie nie ma w M. pow., oprócz pod wsią Jezioro, mające około 20 mórg przestrzeni; inne, jak Sołomereckie, Rudzickie, Gródeckie i Zaceńskie, są uformowane z zatamowania rzek: Sołomereczy, Rudzicy, Wieśnianki i Ony i na nazwę jezior nie zasługują. Jezioro pod Mińskiem, W stronę przedmieścia Komarówka, oznaczone na dawnych mapach, jest już tylko bagniskiem. (...)”

## Demografia
Według spisu ludności w grudniu 1919 roku powiat miński okręgu mińskiego ZCZW zamieszkiwały 304 004 osoby, z których 48,9% zadeklarowało się jako Białorusini, 28,9% – Polacy, 13,0% – „tutejsi”, 3,3% – Żydzi, 0,2% – Litwini, 13,2% – przedstawiciele innych narodowości (głównie Rosjanie). Na terytorium powiatu znajdowało się 3787 miejscowości, z których 6 miało 1–5 tys. mieszkańców i jedna powyżej 5 tys. mieszkańców. Był nią Mińsk ze 102 392 mieszkańcami.

## Oświata
W powiecie mińskim okręgu mińskiego ZCZW, w roku szkolnym 1919/1920 działało 291 szkół powszechnych, 32 szkoły średnie i 5 szkół zawodowych. Ogółem uczyło się w nich 22 344 dzieci i pracowało 747 nauczycieli.